# Багерівська селищна рада
Баге́рівська се́лищна ра́да — адміністративно-територіальна одиниця та орган місцевого самоврядування в Ленінському районі Автономної Республіки Крим. Адміністративний центр — селище міського типу Багерове.

## Загальні відомості
- Населення ради: 4 766 осіб (станом на 2001 рік)

## Населені пункти
Селищній раді підпорядковані населені пункти:
- смт Багерове
- с. Іванівка

## Склад ради
Рада складається з 20 депутатів та голови.
- Голова ради: Дмитрієва Олена Володимирівна

### Керівний склад попередніх скликань
| Прізвище, ім'я, по батькові    | Основні відомості                                                        | Дата обрання | Дата звільнення |
| ------------------------------ | ------------------------------------------------------------------------ | ------------ | --------------- |
| Панкратов Олександр Васильович | Селищний голова, 1952 року народження, член Партії регіонів              | 26.03.2006   | 31.10.2010      |
| Дмитрієва Олена Володимирівна  | Селищний голова, 1966 року народження, освіта вища, член Партії регіонів | 31.10.2010   |                 |

Примітка: таблиця складена за даними сайту Верховної Ради України

### Депутати
За результатами місцевих виборів 2010 року депутатами ради стали:

#### За суб'єктами висування
| Суб'єкт висування                 | Кількість обраних депутатів | %  |
| --------------------------------- | --------------------------- | -- |
| Партія регіонів                   | 13                          | 65 |
| Самовисування                     | 6                           | 30 |
| Політична партія «Сильна Україна» | 1                           | 5  |

#### За округами
| № округу                          | Прізвище, ім'я, по батькові          | Дата визнання обраним | Освіта             | Партійна приналежність                  | Відомості про обраного депутата                                  |
| --------------------------------- | ------------------------------------ | --------------------- | ------------------ | --------------------------------------- | ---------------------------------------------------------------- |
| Партія регіонів                   |                                      |                       |                    |                                         |                                                                  |
| 1                                 | Романенко Олена Анатоліївна          | 02.11.2010            | середня            | член Партії регіонів                    | СГК «Росія», бригадир вівчарні                                   |
| 2                                 | Шалашенко Анатолій Вікторович        | 02.11.2010            | вища               | член Партії регіонів                    | Багерівська загальноосвітня школа № 2, вчитель фізичної культури |
| 6                                 | Шамановський Віктор Антонович        | 02.11.2010            | середня            | член Партії регіонів                    | пенсіонер                                                        |
| 7                                 | Олейнік Сергій Іванович              | 02.11.2010            | середня спеціальна | член Партії регіонів                    | приватний підприємець                                            |
| 9                                 | Ретінська Людмила Олексіївна         | 02.11.2010            | вища               | член Партії регіонів                    | Багерівська селищна рада, секретар                               |
| 10                                | Умеров Енвер Ізетович                | 02.11.2010            | середня            | член Партії регіонів                    | приватний підприємець                                            |
| 11                                | Стерхов Анатолій Афанасійович        | 02.11.2010            | середня спеціальна | член Партії регіонів                    | місцева пожежна охорона, начальник                               |
| 12                                | Александрова Валентина Володимирівна | 02.11.2010            | вища               | член Партії регіонів                    | Багерівська загальноосвітня школа № 1, директор                  |
| 13                                | Бойко Іван Іванович                  | 02.11.2010            | середня            | член Партії регіонів                    | пенсіонер                                                        |
| 14                                | Миронов Олександр Борисович          | 02.11.2010            | вища               | член Партії регіонів                    | військовий радгосп «Азовський», директор                         |
| 16                                | Меленівський Сергій Миколайович      | 02.11.2010            | середня спеціальна | член Партії регіонів                    | будинок культури с. Октябрське, директор                         |
| 18                                | Рябий В'ячеслав Володимирович        | 02.11.2010            | середня            | член Партії регіонів                    | приватний підприємець                                            |
| 20                                | Солянкін Микола Олександрович        | 02.11.2010            | середня спеціальна | член Партії регіонів                    | пенсіонер                                                        |
| Політична партія «Сильна Україна» |                                      |                       |                    |                                         |                                                                  |
| 15                                | Познякова Олена Іванівна             | 02.11.2010            | вища               | член Політичної партії «Сильна Україна» | Багерівська загальноосвітня школа № 1, заступник директора       |
| Самовисування                     |                                      |                       |                    |                                         |                                                                  |
| 3                                 | Довгаль Зінаїда Володимирівна        | 02.11.2010            | середня            | член Партії регіонів                    | Багерівська селищна рада, спеціаліст відділу РАЦС                |
| 4                                 | Щербак Юрій Станіславович            | 02.11.2010            | середня            | член Комуністичної партії України       | пенсіонер                                                        |
| 5                                 | Овсієнко Микола Володимирович        | 02.11.2010            | середня            | позапартійний                           | «Керчтеплокомуненерго», оператор                                 |
| 8                                 | Мустафаєва Найле Наімовна            | 02.11.2010            | вища               | член Партії регіонів                    | Багерівська загальноосвітня школа № 1, вчитель молодших класів   |
| 17                                | Соловйов Володимир Олександрович     | 02.11.2010            | середня            | позапартійний                           | пенсіонер                                                        |
| 19                                | Антоненко Геннадій Миколайович       | 02.11.2010            | вища               | позапартійний                           | ТОВ «Мис Зюк», головний енергетик                                |